# Красильников, Иван Николаевич
Иван Николаевич Красильников (24 июня 1888 года, Илецк — 4 января 1920 года, Иркутск) — есаул, генерал-майор, командующий 2-м Степным Сибирским корпусом, казачий атаман, участник Белого движения на Востоке России.

## Биография

### Ранние годы. Первая мировая и ранение
Иван Красильников родился 24 июня 1888 года в Илецке в семье сибирских казаков (войсковое сословие Сибирского казачьего войска). В 1907 году окончил Сибирский кадетский корпус.
С 1907 Красильников учился в Александровском военном училище в Москве и закончил его в 1909 году по второму разряду. При выпуске он получил звание хорунжего.
С 19 августа 1911 года Иван Красильников являлся младшим офицером 5-й сотни 1-го Сибирского казачьего полка. По воспоминаниям П. Н. Краснова, Красильников в этот период был очень высок, тощ и русобород. С годами он «наел мяса» и его рост стал подчёркивать уже не худобу, а силу. Это отразилось на эволюции прозвищ Красильникова: от первоначального ироничного «Полтора Ивана» до позднего, уважительного, «Царь Берендей» и «Иван Великий».
В начале Первой мировой войны сотник Красильников привёл из Сибири походным порядком пополнение из молодых сибирских казаков. По легенде, чтобы успеть присоединиться к Отдельной Сибирской казачьей бригаде, собиравшейся на фронт, он провёл свою команду форсированным маршем более 3000 вёрст в период смены сезонов. Пополнение прибыло без потерь в людском и конском составе, за что Красильников получил в октябре 1914 года благодарность «за отличное выполнение задачи».
Красильников как младший офицер 4-й сотни был участником первой крупной конной атаки Сибирской казачьей бригады на Кавказе — под Ардаганом он был правой рукой есаула Вячеслава Волкова. Именно будущий атаман Красильников отвёз трофейное полковое знамя в Тифлис, где удостоился аудиенции кавказского наместника графа Иллариона Воронцова-Дашкова.
В начале 1916 года под Эрзерумом Красильников, уже в звании есаула и на должности командира 5-й сотни 1-го Сибирского казачьего полка, был тяжело ранен в руку и плечо. Кусок раздробленной кости хирургам удалось удалить, но левая рука Красильникова стала неподвижной.

### 1918. Взятие Иркутска и борьба с Советами
В июне 1918 года Иван Красильников становится командиром белоказачьего партизанского отряда, сформированного им же в апреле-мае в Омске. Он оставался руководителем этого отряда до января 1919 года. 17 июня 1918 года Красильников со своим отрядом, приписанным к Среднесибирскому корпусу Сибирской армии, отбывает на Мариинский фронт для подъёма против большевиков Енисейского казачества. Его отряд широко используется «как высокоподвижный и сильный ударный кулак».
26 июня 1918 года отряд Красильникова восточнее Нижнеудинска (вместе с другими белыми войсками) прорвался через трясину в окопы советских частей и обратил их в паническое бегство. Утром 11 июля «красные» покидают Иркутск. В городе активизируется антибольшевистское подполье. Его члены собираются в центре города, открывается запись добровольцев, высылаются патрули. В полдень отряд Красильникова первым оказался в Иркутске, где сумел овладеть вокзалом, духовной семинарией (штабом анархистов) и тюрьмой. После этого Красильников со своим отрядом оттеснил главные пробольшевистские силы — венгерский отряд — за реку Ангару. 
Летом отряд Красильникова активно сражался против «красных» на Нижнеудинском и Ленско-Витимском (Киренском) фронтах. За успехи в этих боях Иван Николаевич получил чин войскового старшины (13 июля 1918 года).
18 октября после начала всеобщей забастовки рабочих, парализовавшей жизнь Белой Сибири, Директория поручила Красильникову подавление стачки в Омске. Приказ штаба Сибирской армии предполагал «принятие самых решительных мер к ликвидации забастовки включительно до расстрела на месте агитаторов и лиц, активно мешающих возобновлению работ». Красильников организовал повсеместную облаву на рабочих, оцепив при этом рабочие поселки Атаманского хутора Омска. Собрав рабочих на площади, он огласил им своё обращение, требуя прекратить забастовку и угрожая расстрелом. Пять активистов-забастовщиков были расстреляны на глазах толпы — среди них был и первый председатель русско-полянского совета Р. С. Рассохин. 20 октября рабочие прекратили забастовку.

Атаманы Г. М. Семёнов, П. П. Иванов-Ринов и И. Н. Красильников (сидит вторым справа, с бородой) около 1919 года

### Поддержка Колчака и борьба с партизанами
Являясь монархистом, Иван Красильников стал одним из главных участников свержения Директории 18 ноября 1918 года и прихода к власти адмирала Колчака. Именно офицеры А. В. Катанаев и И. Н. Красильников требовали исполнения «Боже, Царя храни», что привело к потасовке и стало поводом для последующего смещения Директории. Именно рота «красильниковцев» содержала под охраной министров Н. Д. Авксентьева и В. М. Зензинова, а также и других лиц, арестованных в тот день военными.
После переворота Красильников, Катанаев и Волков были отданы под следствие, но уже через два дня были оправданы. На следствии Красильников показал, что несколько дней назад ему стало известно о том, что товарищ министра внутренних дел Директории, эсер Е. Ф. Роговский (занимавшийся формированием незаконного партийного вооружённого милицейского отряда «для охраны Директории»), сам планировал арест офицеров — и его просто опередили.
Красильников получил от Колчака чин полковника (или войскового старшины).
После обнародования приказа о привлечении лидеров переворота к суду, атаман Семёнов отправил Колчаку телеграмму, в которой заявил, что последний не имеет права предавать их суду, и что их деятельность может быть «судима только впоследствии».
В начале 1919 года Красильников публично (в присутствии семьи) повесил городского голову Канска Ивана Степанова, несмотря на то, что подозрения о его соучастии в рождественском городском восстании не подтвердились на следствии.
В феврале 1919 года Красильников был направлен Верховным правителем Колчаком в Читу для расследованию дела атамана Семёнова. В том же году Иван Николаевич стал генерал-майором (17 августа) и атаманом Сибирского казачьего войска. Он получил пост начальника особого отряда Сибирской армии, занимавшегося борьбой «с партизанщиной». Действия Красильникова отличались жестокостью — «прославился» он так называемыми «красильниковскими застенками», куда доставляли подозреваемых «в большевизме».
В январе — июле 1919 года по заданию, полученному от «полевого командира» Красильникова, разведчики его бригады исследовали пути из Омска в Среднюю Азию, проведя последнюю в русской истории военно-разведывательную экспедицию в Среднюю Азию.
В этот период войска Красильникова совершали карательные рейды по подавлению просоветских выступлений. В мае — июне 1919 года они участвовали в операции против отрядов Кравченко—Щетинкина. Красильников также командовал и «Северным фронтом». Подчиненная ему в тот момент дивизия получила название «имени атамана Красильникова»: четыре полка пехоты, полк конницы и батарея полевой артиллерии.
Красильникову удалось взять «столицу» Щетинкина — село Тасеево. Бои сопровождались большими потерями с обеих сторон. Благодаря действиям генерала Красильникова, группировка партизан была рассечена на две части, одна из которых была уничтожена почти полностью.
С частями Красильникова, которые часто «безобразничали и насильничали», приходилось бороться и самим Сибирским властям. В литературе, опубликованной после Гражданской войны, существовала даже «маловероятная» версия о том, что атаман Красильников предлагал свой отряд чехословацкому генералу Радолу Гайде для похода против Колчака.
Красильников являлся участником Великого Сибирского Ледяного похода. В январе 1920 года, по одним данным, Иван Николаевич Красильников скончался от сыпного тифа в Иркутске, по другим — был убит в результате восстания анти-колчаковского Политцентра.
Уже после смерти своего командира Красильниковская бригада прорвалась, вместе с войсками Сергея Войцеховского, в Забайкалье, где продолжила борьбу.

## Семья
Жена: Инна Андреевна Красильникова (ум. 15 сентября 1914, Омск) — умерла от порока сердца в 23 года.
Дети: дочь;
Федор — 17.07.1905 г.р. — ?